# ビスカヤ県
ビスカヤ県（ビスカヤけん、バスク語：Bizkaia : Bizkaiko Probintzia, カスティーリャ語：Vizcaya : Provincia de Vizcaya）は、スペイン・バスク州の北西部に位置する県。大西洋のビスケー湾に面している。県都はビルバオ。名称はバスク地方のビスカヤ領主の後継者を意味する。19世紀末と20世紀前半には周辺で採掘される鉄鉱石のおかげで工業化が進展し、スペインでもっとも裕福でもっとも重要な県のひとつとなった。1970年代には深刻な産業空洞化を経験し、サービス部門が重要性を増大させた。

## 語源・表記
コルド・ミチェレナなどの言語学者は、Bizkaiaがbizkar（「低い尾根」や「目立つ物」の意味）と同系統であるとしている。
バスク語ではBizkaia（ビスカイア）と表記される。エウスカルツァインディア（バスク語アカデミー）はこの表記を推奨しており、一般にバスク語の公的書類に使用されている。カスティーリャ語の書類に使用されることもあり、スペイン・バスクのメディアにもっとも多く使用されている表記である。スペイン1978年憲法のバスク語版やバスク自治憲章（ゲルニカ憲章）のバスク語版にも使用されている表記である。また、ビスカヤ県議会によれば、歴史的な領域としてのビスカヤを表す際に使用できる唯一の公式表記である。カスティーリャ語ではVizcaya（ビスカヤ）と表記される。レアル・アカデミア・エスパニョーラ（スペイン語アカデミー）はこの表記を推奨しており、公式でない多くの書類に使用されるほか、多くのカスティーリャ語話者に使用されている。スペイン憲法のカスティーリャ語版やバスク自治憲章のカスティーリャ語版にも使用されている表記である。

## 地理

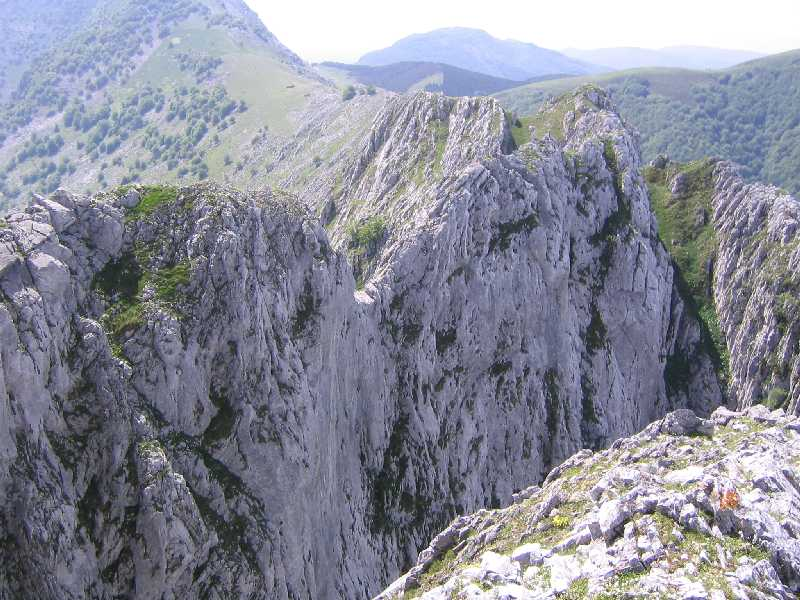
バスク山脈

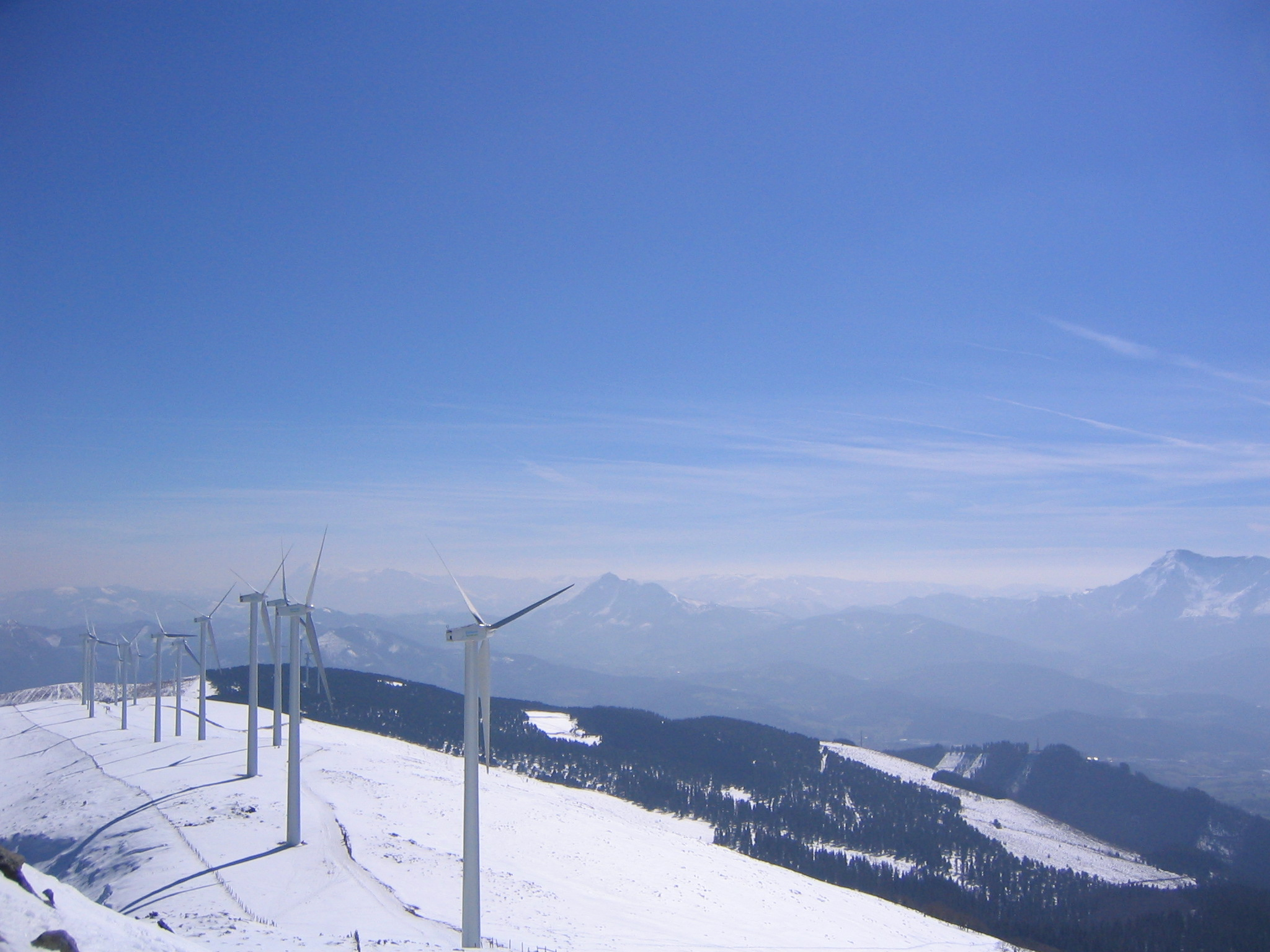
オイス山に立ち並ぶ風力発電機

西はカンタブリア州やカスティーリャ・レオン州ブルゴス県と、南はバスク州アラバ県と、東はバスク州ギプスコア県と接している。北はビスケー湾（大西洋）のカンタブリア海に面している。アラバ県やブルゴス県の中にはビスカヤ県の飛び地としてウルドゥニャがある。面積は2,217km2であり、海岸線長は80kmである。ビスカヤ県は西岸海洋性気候(Cfb)であり、エスパーニャ・ベルデ（緑のスペイン）と呼ばれる地域にある。年間を通じて降水量が多く温暖であり、草木が良く茂る。内陸部の標高が高い地域では冬季に雪が多く降る。
- 北部（海岸部）

ビスカヤ県の海岸部ではネルビオン川や、中下流部にゲルニカがあるゲルニカ川が大西洋のビスケー湾に注いでいる。海岸は断崖となっていることが多く、小規模な入り江が多い。ネルビオン川のビルバオ河口やゲルニカ川のウルダイバイ河口は比較的規模の大きい平地をもたらしており、ビルバオ河口にはビルバオやバラカルドなどのビルバオ都市圏が形成されている。
- 中部

ビスカヤ県中部にはネルビオン川、イバイサバル川、カダグア川による盆地が形成されている。カダグア川はオルドゥンテ山から東へ流れ、ネルビオン川はオルドゥニャ山から北に流れ、イバイサバル川はウルキオラ山から西に流れる。アラティア川はゴルベア山地から北に流れ、イバイサバル川に合流する。それぞれの盆地がガネコゴルタ山（998m）などで隔てられている。風力発電機が立ち並ぶオイス山（1026m）は海岸部の平地と主要な盆地とを隔てている。その他の川としてはアルティバイ川、レア川、オカ川、ブトロン川などがある。
- 南部（内陸部）

ビスカヤ県南部の山地はバスク山脈を構成しており、標高600m以上で峠のある峰が続き、大西洋と地中海側の平地との分水嶺をなす。この山地はオルドゥンテ山（サラマ山、1390m）、オルドゥニャ山（1100m）、ゴルベア山地（1481m）、ウルキオラ山（アンボト山、1331m）で東西に分かれる。

## 歴史

### 古代

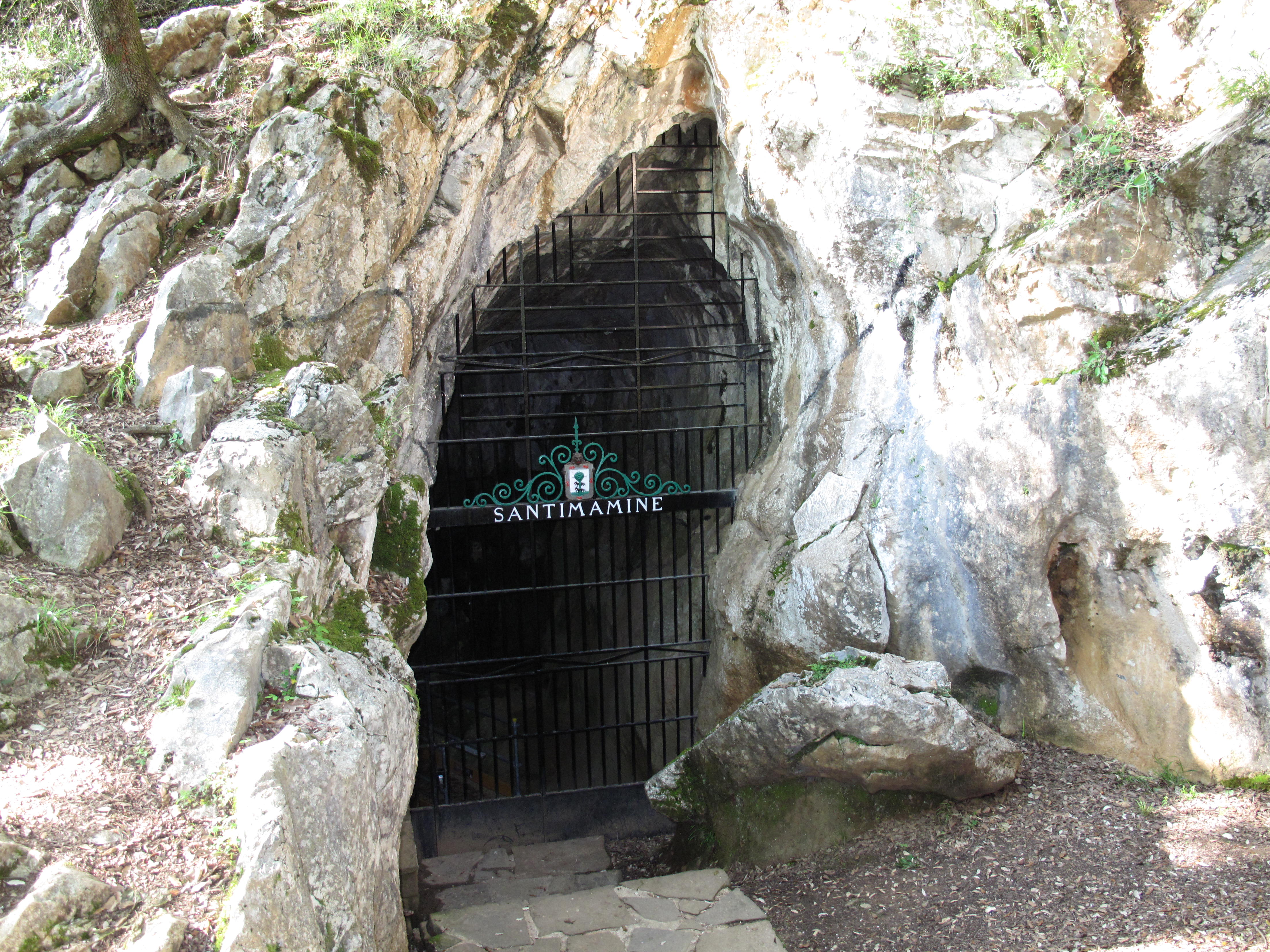
ゲルニカ＝ルモ近くのサンティマミニェ洞窟

ビスカヤにおいて、旧石器時代中期の人間（ネアンデルタール人）の居住の証拠が確認されている。ビスカヤの3地域、ベンタ・ラペラ（カランツァ）、クルツィア（ゲチョ）、ムルア（ドゥランゴアルデア）でムスティエ文化の遺物が発見されている。ゲルニカ近くのサンティマミニェ洞窟では、旧石器時代後期のシャテルペロン文化（やはりネアンデルタール人）の遺物が発見されている。ホモ・サピエンスの重要な居住地には、オーリニャック文化のベンタ・ラペラ、クルツィア、ルメンツァ、グラヴェット文化のサンティマミニェ、ボリンコバ、アチュラ、ソリュートレ文化のサンティマミニェ、ボリンコバ、マドレーヌ文化のサンティマミニェ、ルメンツァなどがある。
ビスカヤには旧石器時代の絵画もまた存在している。ベンタ・ラペラ洞窟にはオーリニャック文化かソリュートレ文化の時代の古い洞窟壁画が見られ、抽象的な記号とともにバイソンやクマなどの動物が描かれた。アレナサとサンティマミニェの壁画は、やや後のマドレーヌ文化の時代に製作された。アレナサの雌鹿が支配的なモチーフであり、サンティマミニェ洞窟にはバイソン、ウマ、ヤギ、シカなど大型の野生動物が描かれた。
中石器時代のビスカヤではアジール文化が営まれた。石器はより小型化して洗練され、依然として狩猟が行われていたが、漁労がより重要となり、野生の果物もまた消費された。サンティマミニェは中石器時代ももっとも重要な遺跡のひとつであり、他の遺跡にはアレナサ、アチェタ、ルメンツァ、ウルティアガ、サンタ・カタリナなどがある。バスク地方における新石器時代は紀元前4,000年に遡ることができ、新石器時代の技術とともにドルメンなどの巨石記念物も登場した。紀元前1,500年までは巨石を置くことが埋葬のもっとも一般的な形式だった。
青銅器時代には自然光の当たる場所への定住が人口増加を促したが、まだ洞窟や自然のシェルターも使用していた。タンパク源を確保する手段としての狩猟の重要性は低下し、人類はヒツジ、ヤギ、ウシなどの家畜に頼るようになった。金属器が一般的となったが、まだ石器も使用していた。青銅器時代の遺跡はビスカヤ全体に分布し、その多くは自然光が当たる場所にあったが、旧石器時代の主要な洞窟はまだ使用されていた。鉄器時代の遺跡もビスカヤで確認されている。洞窟の大部分は放棄されているが、先史時代の主要な洞窟（アレナサ、サンティマミニェ、ルメンツァ）などには鉄器時代にもまだ人類が居住していた。
古代ローマ時代に現在のビスカヤに存在していたふたつの部族（カルリスティとアウトリゴネス）が地理学者によって特定されている。カルリスティは現在のビスカヤ県の中心地であるビルバオ河口東部に居住し、現在のアラバ県北部、現在のギプスコア県の一部に拡大した。アウストリゴネスは現在のビスカヤ県とアラバ県の最西部に居住し、現在のカンタブリア州、ブルゴス県、ラ・リオハ州の一部に拡大した。地名学、歴史学、考古学的な証拠に基づくと、これらの部族はバスク語を話していたと考えられている。
アキテーヌを除くバスク地方全域では、古代ローマによる支配に対する抵抗の兆候は封建制時代後期まで見られず、イタリアのブレシアには「すべてのバスク民族はローマと友好を保ち、直ちに兵士としてローマ軍に加わった」という石碑が残されている。古代ローマの文献では、フラビオブリガやポルトゥス・アマヌスなどバスク地方のいくつかの町に言及している。ゲルニカの近くにあるフォルアには古代ローマ時代の考古学的な形跡が存在する。古代ローマ時代後期になると、ビスカヤはバスクの他地方とともにローマによる支配と封建制社会の成長に対して反乱を起こしたとされている。

### 中世
中世初期のビスカヤの歴史は、バスク地方全域の歴史と切り離して考えることはできない。この時代には西ゴート族とフランク族がバスク地方の支配を試みたが、この地域は事実上独立していた。西ゴート族とバスク人の遭遇は概して西ゴート族の勝利に終わり、異民族の侵入や北部海岸地域からのバスク人の移動に対抗するため、西ゴート族は現在のビトリア＝ガステイスの場所に拠点を建設した。905年、レオネーゼ年代記は初めてパンプローナ王国を定義した。パンプローナ王国には現在のバスク自治州西部全域やラ・リオハ州が含まれ、後のビスカヤ県もパンプローナ王国に含まれていた。
1040年、ナバーラの領主イニゴ・ロペス・エスケラがビスカヤを支配した。カスティーリャ王国とナバーラ王国の衝突によりこの地は荒廃したが、その衝突の中で彼はカスティーリャ王の家臣を名乗ってビスカヤに乗り込んだ結果、最初のビスカヤ伯となった。イニゴ・ロペスの子孫によって支配権が継承されると、1370年にカスティーリャ王フアン1世が受け継いでカスティーリャ王の称号のひとつとなり、16世紀前半のカルロス1世（神聖ローマ皇帝カール5世）からはスペイン王の称号のひとつとなった。この称号の条件は、統治者がフエロ（ナバーラとバスクの慣習上の権利に由来する自治権）の維持を誓うことであり、これによってビスカヤの主権がビスカヤ人にあり、理論上は他民族の支配者を拒否できることが確約された。ビスカヤ領主や後のビスカヤ統治者は、ゲルニカのオークの木の下でビスカヤの特権の尊重を誓うようになった。

### 近代

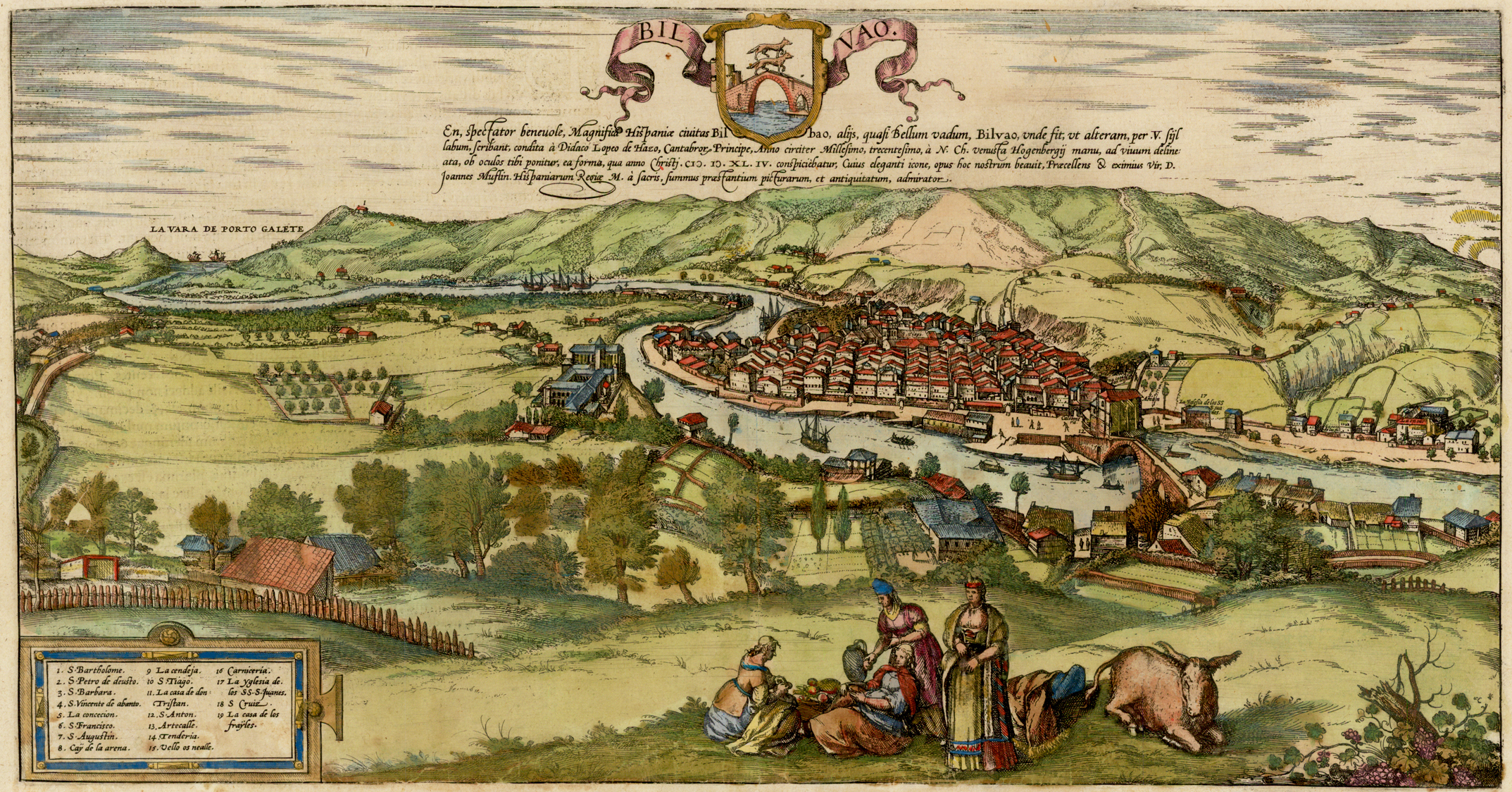
1575年のビルバオ

近代のビスカヤでは商業が大きな重要性を持ち、特に1511年にはビルバオ港がスペイン帝国の貿易港としての特権を与えられた。ビルバオはカスティーリャ地方にとっての積み出し港であり、フランドル地方（現オランダ・ベルギー）に向けて羊毛が輸出され、他の商品などが輸入された。1628年、別々の地域だったドゥランゴがビスカヤに組み込まれた。同じ17世紀には西ビスカヤの公認自治体もビスカヤに組み込まれ、エンカルタシオネスという地域区分がなされた。大西洋沿岸の町はかなりの規模の自前の艦隊を持ち、主に漁業と貿易業に専念した。ギプスコアやラブールの町同様に捕鯨を行い、ビスケー湾のタイセイヨウセミクジラの部分的な絶滅の主要因となった。
19世紀初頭のナポレオン戦争後、ブルボン家のフェルナンド7世は旧態依然とした支配体制を続けたため、1820年には絶対君主制に対する自由主義運動であるスペイン立憲革命が起こった。1833年にフェルナンド7世が死去すると、後継者を巡って自由主義側と体制復古側の間で第一次カルリスタ戦争と呼ばれる内戦が勃発した。ビスカヤ政府や他のバスク地方は、絶対君主制の維持や社会制度の復古を唱えるカルロス5世を支持したが、最終的には自由主義を標榜するマドリード政府側が勝利し、カルロス5世を支持したビスカヤやバスク地方の他地域は自治権を縮小された。
1850年代、大規模で高品質な鉄鉱石の鉱床がビスカヤで発見された。これにより海外、おもにイギリスやフランスからの投資がもたらされ、ビスカヤはスペインでもっとも豊かで工業化された地域となった。産業革命とともにイバラ家、チャバリ家、レサマ＝レギサモン家などのブルジョア層が現れ、また、大きな産業グループ（イベルドローラやビスカヤ高炉）、金融グループ（BBVAの前身となる銀行）が設立されたのもこの時期である。

### 現代

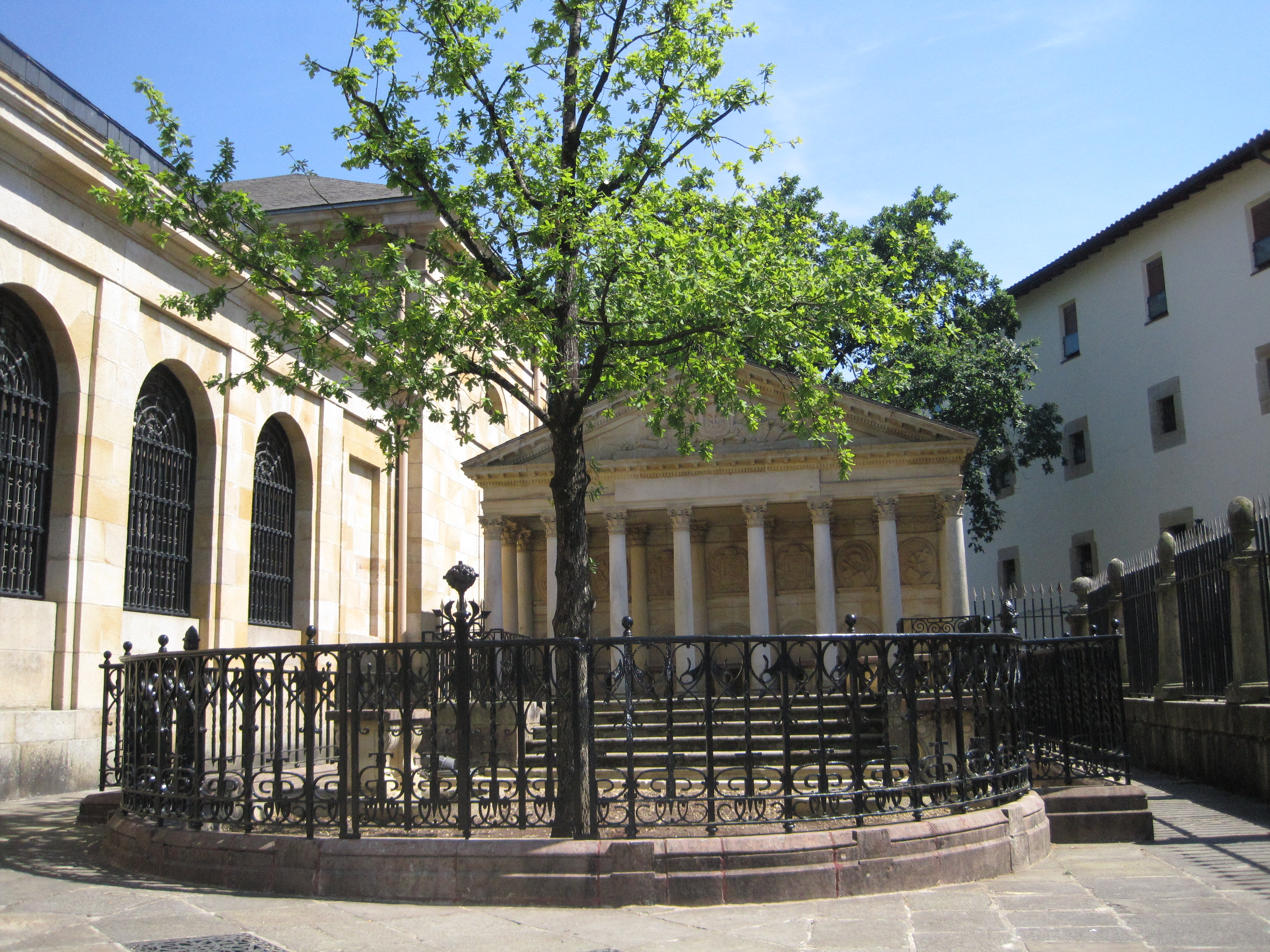
ゲルニカのオークの木

第二共和政の間は、バスク民族主義党(PNV)がビスカヤ県の政権を担った。1936年にはスペイン内戦が勃発し、ビスカヤ県はファシストのフランシスコ・フランコの反乱軍に敵対する人民戦線（共和国派）側を支持した。この直後、人民戦線軍はバスク地方の自治を定めた法律を認めたが、大部分の地域は反乱軍の統制下にあり、短命に終わったバスク自治政府はビスカヤ県と近隣の少数の村々を支配する力を有するにとどまった。
反乱軍がナバーラ県から西に進軍すると、ビルバオを中心として「鉄のベルト」と呼ばれる防御壁が計画・実行された。しかし、防御壁の構築を担当した技師のホセ・ゴイコエチェアはファシスト側に寝返り、未完成に終わった防御壁はほとんど効果がなかった。1937年4月、フランコの制御下にあるドイツ空軍がゲルニカ爆撃を行い、歴史あるゲルニカの町を破壊した。そのわずか数週間前にはドゥランゴにも爆撃が行われており、6月には県都ビルバオが反乱軍の手に落ちた。バスク軍はビスカヤの県境を越えてサントニャに撤退し、そこでイタリア軍に自らの権利を引き渡した（サントニャ協定）が、そのイタリア軍はフランコ軍に降伏した。他の共和国軍はバスク人による降伏を裏切りとみなした。ビスカヤ県とギプスコア県はフランコに対する抵抗意識を示したため、フランコ独裁下の両県は「裏切り者の県」とののしられ、いかなる自治の権利も剥奪された。
1975年にフランコが没すると、スペインは議会制民主主義と立憲君主制国家への転換が図られ、スペイン1978年憲法（現行憲法）ではフエロ（ビスカヤ法）の復活が受け入れられた。1979年10月25日に行われた国民投票でバスク自治憲章（ゲルニカ憲章）が承認されると、現在のビスカヤ県が発足し、アラバ県、ギプスコア県を含めた3県でバスク自治州を構成することとなった。バスク自治州は独自の議会を有しており、1979年以降のすべてのビスカヤ県議会議員選挙でバスク民族主義党が勝利を収めている。また近年にはバスクの特権法(foral law)が改正され、ウルドゥイナなど一般的なスペインの法律を使用していた自治体にも特権法が拡大された。

## 政治

### ビスカヤ県議会

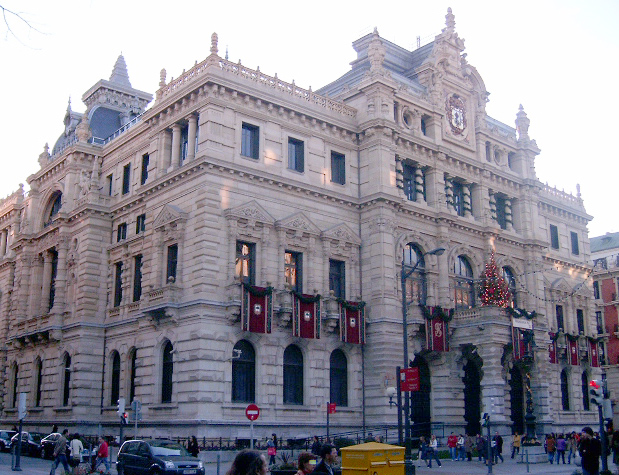
ビルバオにあるビスカヤ県議会

ビスカヤ県議会は県内の立法に関する権限を有している一院制の議会である。議員は普通選挙によって選出され、任期は4年間である。2011年の地方選挙におけるビスカヤ県議会の各政党の議席数は以下のとおりであり、バスク民族主義党(PNV)が第1党となった。
| バスク民族主義党(PNV) | 22 |
| ビルドゥ              | 12 |
| バスク社会党(PSE-EE)  | 9  |
| 国民党(PP)            | 8  |

| ビスカヤ県議会議長（レンダカリ） | ビスカヤ県議会議長（レンダカリ） | ビスカヤ県議会議長（レンダカリ） | ビスカヤ県議会議長（レンダカリ） |
| 代                               | 在任期間                         | 名前                             | 出身政党                         |
| -------------------------------- | -------------------------------- | -------------------------------- | -------------------------------- |
| 第1代                            | 1979-1983                        | 不明                             |                                  |
| 第2代                            | 1983-1987                        | 不明                             |                                  |
| 第3代                            | 1987-1991                        | アンチョン・アウレ               | バスク民族主義党(PNV)            |
| 第4代                            | 1991-1995                        | アンチョン・アウレ               | バスク民族主義党(PNV)            |
| 第5代                            | 1995-1999                        | アイトール・エステバン           | バスク民族主義党(PNV)            |
| 第6代                            | 1999-2003                        | アイトール・エステバン           | バスク民族主義党(PNV)            |
| 第7代                            | 2003-2007                        | アナ・マダリアガ                 | バスク民族主義党(PNV)            |
| 第8代                            | 2007-2011                        | アナ・マダリアガ                 | バスク民族主義党(PNV)            |
| 第9代                            | 2011-                            |                                  |                                  |

### ビスカヤ県政府
ビスカヤ県政府はビスカヤ県の執行機能と行政権限を有している。県政府には議会によって選出された県知事がおり、2003年からはバスク民族主義党(PNV)のホセ・ルイス・ビルバオが県知事を務めている。
| ビスカヤ県知事 | ビスカヤ県知事 | ビスカヤ県知事                       | ビスカヤ県知事        |
| 代             | 在任期間       | 名前                                 | 出身政党              |
| -------------- | -------------- | ------------------------------------ | --------------------- |
| 第1代          | 1979-1987      | ホセ・マリア・マクア・サランドナ     | バスク民族主義党(PNV) |
| 第2代          | 1987-1995      | ホセ・アルベルト・プラデラ・ハウレギ | バスク民族主義党(PNV) |
| 第3代          | 1995-2003      | ホス・ベルガラ・エチェバリア         | バスク民族主義党(PNV) |
| 第4代          | 2003-          | ホセ・ルイス・ビルバオ               | バスク民族主義党(PNV) |

## 地域区分

### 歴史的地域区分
歴史的にビスカヤは6地域で管区を構成しており、後に地域が追加された。
当初からの地域
- ウリベ（英語版）
- ブストゥリア（スペイン語版）
- マルキナ
- ベディア（バスク語版）
- アモレビエタ（ソルノツァ）（英語版）
- アラティア

後に追加された地域
- ドゥランゴ
- エンカルテリ（英語版）
- オロスコ (町)（スペイン語版）
- オルドゥニャ
- 他の独立市や町

### 行政地域区分

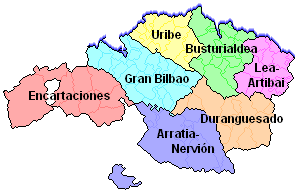
ビスカヤ県におけるコマルカの地図

現在、ビスカヤ県は7のコマルカ（県の下位にある行政区分 : 郡）に分けられている。
- コマルカ・デル・グラン・ビルバオ – ビルバオ、ネルビオン川左岸地区、ウリベ・コスタ、チョリエリ、エゴ・ウリベを含んでいる。ビルバオ都市圏の大部分がコマルカ・デル・グラン・ビルバオに含まれる。
- コマルカ・デル・ウリベ
- コマルカ・デル・エンカルタシオネス
- コマルカ・デル・ブストゥリアルデア
- コマルカ・デル・ドゥランゲサド
- コマルカ・デル・レア＝アルティバイ
- コマルカ・デル・アラティア＝ネルビオン

## 人口
2010年にスペイン国立統計局(INE)が発表した統計によれば、ビスカヤ県の人口は1,155,772人であり、人口密度は519.9人/km2である。人口密度はマドリード県とバルセロナ県に次いでスペインの50県中第3位である。1970年代から1980年代のスペインは体制の移行期にあったが、1981年のビスカヤ県はスペインの50県中第5位の人口を有していた。2010年代のビスカヤ県はスペインの50県中第9位の人口を有している。県の人口の約35%が県都のビルバオに住み、88%がビルバオ都市圏に住む。ゲルニカのオークの木があるゲルニカ＝ルモ（ゲルニカ）はバスク地方の精神的な中心と見なされている町である。そのほかに重要な町には、バラカルド、ゲチョ、ポルトゥガレテ、ドゥランゴなどがある。
ビスカヤ県の人口変動とスペイン内比率
|                | 1857    | 1900    | 1910    | 1920    | 1930    | 1940    | 1950    | 1960    | 1970      | 1981      | 1991      | 1996      | 2001      | 2006      |
| -------------- | ------- | ------- | ------- | ------- | ------- | ------- | ------- | ------- | --------- | --------- | --------- | --------- | --------- | --------- |
| 人口           | 160,579 | 311,361 | 349,923 | 409,550 | 485,205 | 511,135 | 569,188 | 754,383 | 1,043,310 | 1,181,401 | 1,156,245 | 1,140,026 | 1,132,616 | 1,139,863 |
| スペイン内比率 | 1.04%   | 1.67%   | 1.75%   | 1.91%   | 2.05%   | 1.96%   | 2.02%   | 2.47%   | 3.07%     | 3.13%     | 2.93%     | 2.87%     | 2.75%     | 2.55%     |

ビスカヤ県内における自治体人口順位
| 順位 | 人口（人） | 自治体                 | コマルカ           |
| ---- | ---------- | ---------------------- | ------------------ |
| 1    | 353,187    | ビルバオ（県都）       | グラン・ビルバオ   |
| 2    | 99,321     | バラカルド             | グラン・ビルバオ   |
| 3    | 80,277     | ゲチョ                 | グラン・ビルバオ   |
| 4    | 47,856     | ポルトゥガレテ         | グラン・ビルバオ   |
| 5    | 47,004     | サントゥルツィ         | グラン・ビルバオ   |
| 6    | 42,452     | バサウリ               | グラン・ビルバオ   |
| 7    | 29,217     | レイオア               | グラン・ビルバオ   |
| 8    | 29,224     | セスタオ               | グラン・ビルバオ   |
| 9    | 29,254     | ガルダカオ             | グラン・ビルバオ   |
| 10   | 28,261     | ドゥランゴ             | ドゥランガルデア   |
| 11   | 24,294     | エランディオ           | グラン・ビルバオ   |
| 12   | 17,969     | アモレビエタ＝エチャノ | ドゥランガルデア   |
| 13   | 17,026     | ベルメオ               | ブストゥリアルデア |
| 14   | 16,527     | ムンギア               | ムンギアルデア     |
| 15   | 16,295     | ゲルニカ＝ルモ         | ブストゥリアルデア |

## 交通
道路

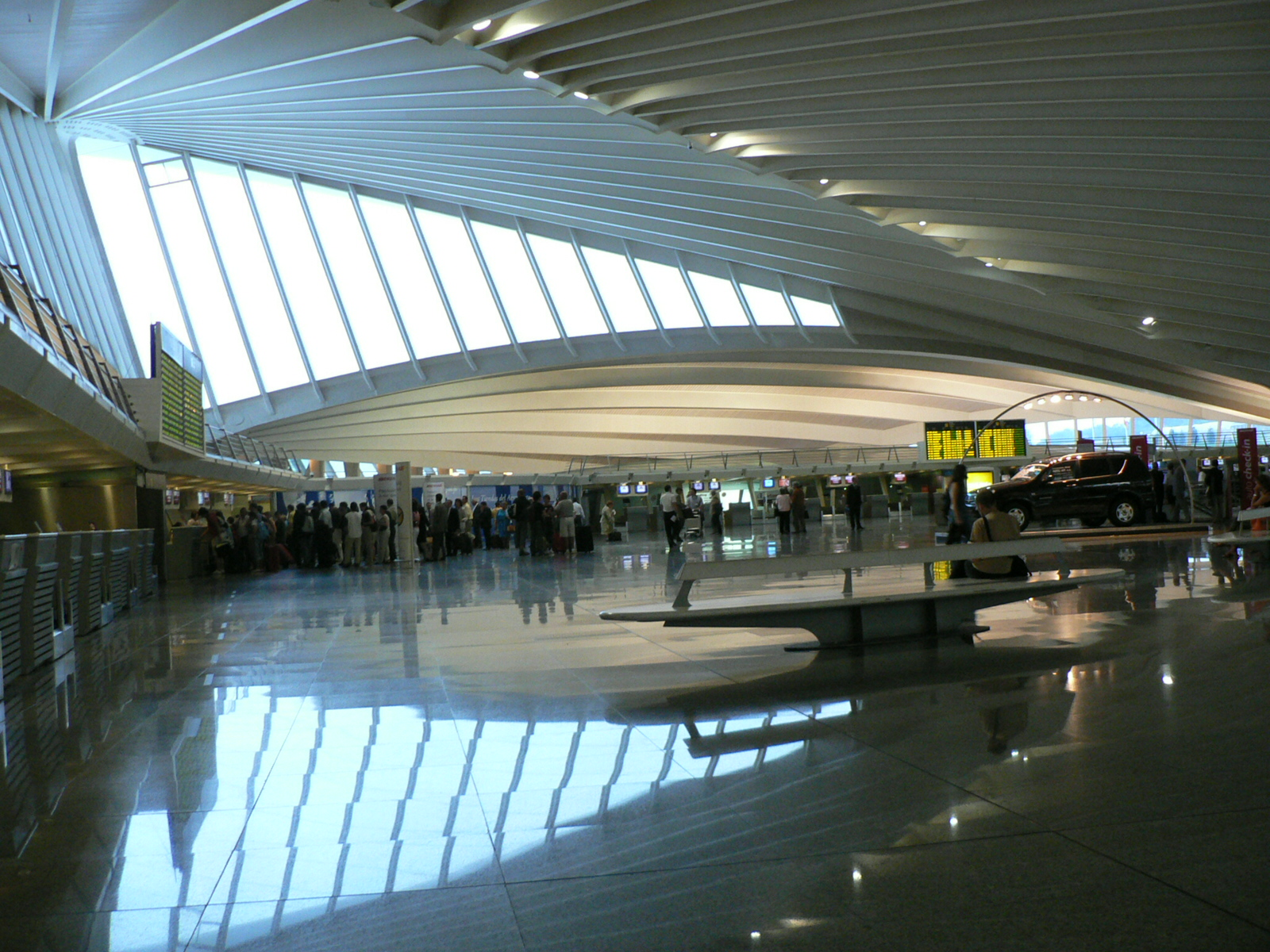
ロイウにあるビルバオ空港

ビスカヤ県はAP-8号線（カンタブリア道路）とAP-68号線でスペインの他地域と結ばれている。AP-8号線はビルバオとスペイン＝フランス国境近くのドゥランゴを結んでおり、ギプスコア県のエイバル、サラウツ、サン・セバスティアンなどを経由する。AP-68号線（バスク＝アラゴン道路）はビルバオとアラゴン州の州都サラゴサを結んでおり、トゥデラ、カラオラ、ログローニョなどを経由する。
空港
ビスカヤ県唯一の空港としてビルバオ空港がある。ビルバオ空港はバスク自治州とスペイン北部の最重要空港であり、ビルバオ郊外のロイウとソンディカに建設された。2,000mと2,600mの2本の滑走路を備え、スペイン国内やヨーロッパ各地に向けて定期路線が運行されている。ビルバオ空港は1948年に開港し、2000年にサンティアゴ・カラトラバの設計による新ターミナルが完成した。2011年の旅客数は4,045,613人だった。ビルバオ市街地からはバスでアクセス可能であり、将来的にはメトロ・ビルバオでもアクセス可能になる予定である。
鉄道
ビスカヤ県ではセルカニアス・ビルバオ、バスク鉄道、スペイン狭軌鉄道(FEVE)などの通勤鉄道が運行されている。セルカニアス・ビルバオは、ビルバオとバラカルド、サントゥルツィ、ポルトゥガレテ、ムスキス、オルドゥニャなどビスカヤ県の他都市を結んでいる。バスク鉄道は県内に3路線を持ち、全路線がビルバオを発着する。ひとつはギプスコア県の県都ドノスティア＝サン・セバスティアンに向かう路線であり、ひとつはビルバオ都市圏のブストゥリアルデアに向かう路線であり、ひとつはチョリエリに向かう路線である。スペイン狭軌鉄道はビルバオ都市圏とエンカルテリを結ぶ路線を持っている。
ビスカヤ県の最重要鉄道駅はビルバオの中心部にあるビルバオ＝アバンド駅であり、レンフェ（スペイン国鉄）がブルゴス県、マドリード、バルセロナなどとビスカヤ県を結んでいる。スペイン狭軌鉄道(FEVE)もカンタブリア州、カスティーリャ・イ・レオン州などとビスカヤ県を結ぶ長距離列車を運行している。バスク自治州の3県都（ビルバオ、サン・セバスティアン、ビトリア＝ガステイス）を結ぶ高速鉄道ネットワークであるバスクYが建設中であり、2017年に完成予定である。
ビルバオ都市圏ではメトロ（地下区間を有する都市鉄道）としてメトロ・ビルバオが運行されており、ビルバオとバサウリ、バラカルド、サントゥルツィ、ゲチョなどを結んでいる。ビルバオ市内ではネルビオン川河岸の施設を結ぶトラム（路面電車）としてビルバオ・トラムが運行されている。

## 観光

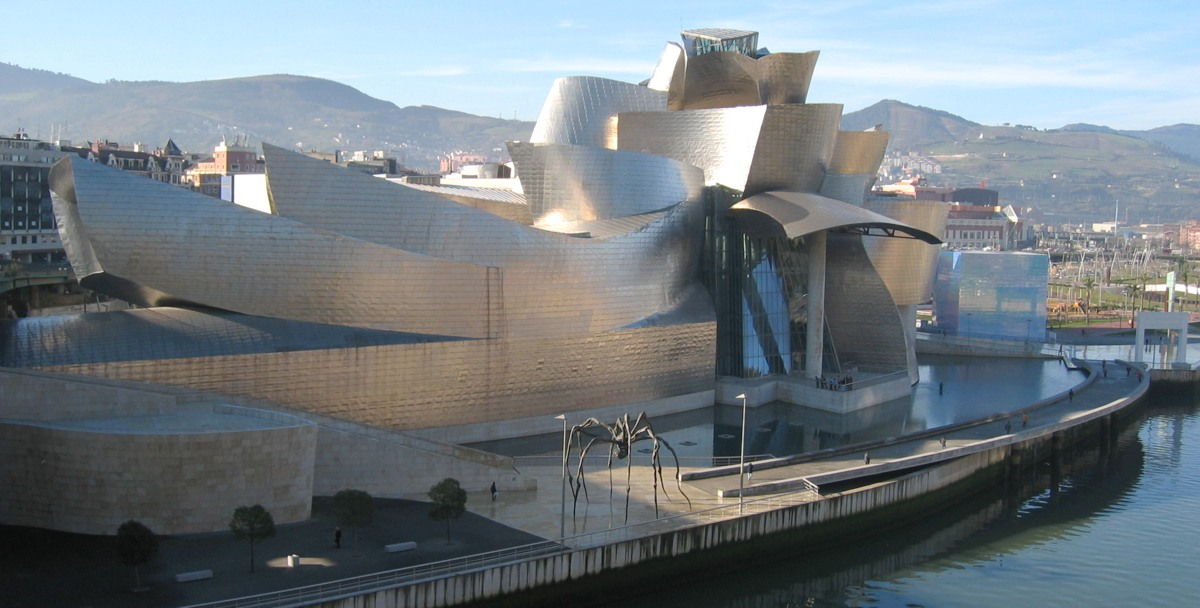
ビルバオ・グッゲンハイム美術館

観光客の多い町には県都ビルバオやゲルニカなどが挙げられる。ビルバオにはビルバオ・グッゲンハイム美術館、スビスリ橋、エウスカルドゥナ国際会議場・コンサートホール、カスコ・ビエホ地区のアリアーガ劇場、ビルバオ美術館などの観光施設がある。20世紀末までのビルバオは観光客に乏しい工業都市であり、1995年の年間観光客数はわずか25,000人だったが、1997年にビルバオ・グッゲンハイム美術館が開館したことで観光客数が急増し、2009年には615,000人以上に達している。ビルバオはバスク州全体の観光客数の31%を集めており、サン・セバスティアンを上回ってバスク自治州内でもっとも観光客の多い都市となっている。ゲルニカはバスク地方の自治の象徴として知られる町であり、バスク議事堂やゲルニカのオークの木などがある。その他の観光地には、ポサラグア洞窟、ビルバオ河口のビスカヤ橋、サンティマミニェ洞窟とオマの森、サン・フアン・デ・ガステルガチェ教会、ウルダイバイ自然保護区などがある。